# Zwola (województwo świętokrzyskie)
Zwola – wieś sołecka w Polsce położona w województwie świętokrzyskim, w powiecie opatowskim, w gminie Sadowie
W latach 1975–1998 miejscowość należała administracyjnie do województwa tarnobrzeskiego.